# 多座配位子
多座配位子（たざはいいし、英語：multidentate ligand）とは、1分子で2箇所以上に孤立電子対を有しており、金属イオンなどと2箇所以上で配位結合できる箇所を有した化合物である。なお、多座配位子が金属イオンを結合して作った錯体が、キレート化合物である。これに対して、1分子から1箇所しか配位結合する場所を持たない配位子は、単座配位子（たんざはいいし、英語：monodentate ligand）と呼称する。

## 多座配位子の例
- エチレンジアミン - 最大で2箇所の配位結合を作る能力を持った、2座配位子である。
- エチレンジアミン四酢酸の陰イオン - 最大で6箇所の配位結合を作る能力を有する。つまり、6座配位子である。なお、エチレンジアミン四酢酸に1つのカルシウムと2つのナトリウムを配位させた化合物は、エデト酸カルシウム二ナトリウムとも呼ばれ、鉛中毒の解毒に用いる場合がある[1]。また、缶詰や瓶詰に添加する場合もある[2]。
- バソクプロイン - 2座配位子。
- シュウ酸の陰イオン - 2座配位子。
- ポルフィリン - 4座配位子。
- ジメルカプロール - BALとも呼ばれ、鉄やカドミウムやセレンの毒性を増す一方で、水銀やクロムやアンチモンなどとキレート化合物を形成して排出を促進するため、これらの中毒の際に、筋肉注射して用いる場合がある[1]。
- デフェロキサミン - 3価の鉄イオンをキレートし易い化合物で、鉄中毒の治療に用いる場合がある[3]。
- デフェラシロクス（英語版） - 3価の鉄イオンをキレートし易い化合物で、鉄中毒の治療に用いる場合がある。